# Estacas (Cuntis)
Estacas (oficialmente San Fiz de Estacas) es una parroquia española del municipio de Cuntis, perteneciente a la provincia de Pontevedra, en la comunidad autónoma de Galicia.

## Toponimia
El lugar puede aparecer referido como «Estacas», «San Fiz de Estacas» y «San Félix de Estacas».

## Historia
Hacia mediados del siglo XIX, el lugar, por entonces referido como una feligresía, tenía contabilizada una población de 600 habitantes. Aparece descrito en el séptimo volumen del Diccionario geográfico-estadístico-histórico de España y sus posesiones de Ultramar de Pascual Madoz con las siguientes palabras:

ESTACAS (San Felix): felig. en la prov. de Pontevedra (4 leg.), part. jud. de Caldas de Reyes (1), dióc. de Santiago (5), ayunt. de Baños de Cuntis (1/2): sit. á la falda del monte Jesteiras en el camino que de Padron va á Cuntis, donde la combaten principalmente los aires del N. y S.; el clima es algo frio y las enfermedades comunes catarros, reumas y viruelas. Tiene 100 casas repartidas en las ald. de Bragaña, Casal, Magan, Teaño, Torre y Vilamean. Para surtido de los vec. hay varias fuentes de esquisitas aguas. La igl. parr. (San Felix), de la cual es aneja la de San Mamed de Piñeiro, está servida por un cura de provision ordinaria en concurso. Tambien hay en la ald. de Magan una ermita dedicada á Sta. Lucia. Confina el térm. N. felig. de Frades mediando el monte Jesteiras; E. la de Sta. Maria de Baños; S. la de Troanes, y O. San Clemente de César. Le cruza el r. Bremaña, que naciendo en la ald. de Bragaña, pasa por la felig. de San Clemente de Cesar, y va á Caldas de Reyes: en el mismo punto tiene origen otro riach. que se dirige á Troanes. El terreno participa de monte y llano: en la parte inculta se crian arbustos y yerbas, habiendo en la destinada á labor algunos trozos de riego. Atraviesa por el térm. el indicado camino que desde Cuntis va á Padron (prov. de la Coruña) y á otros puntos: el correo se recibe en la v. de Caldas. prod.: maiz, centeno, legumbres, hortaliza y otros frutos poco considerables: se cria ganado vacuno, lanar y cabrio; hay caza de liebres, conejos y perdices, y pesca de pequeñas pero sabrosas truchas. ind.: la agricola y bastantes molinos harineros. comercio: estraccion de maiz y de ganado vacuno. pobl.: 100 vec., 600 alm. contr.: con su ayuntamiento. (V.)
(Madoz, 1847, p. 587)

En 2022, tenía empadronados 322 habitantes.

## Patrimonio
Hay en la parroquia una iglesia de San Félix.